# Issaquena County
Issaquena County är ett administrativt område i delstaten Mississippi, USA. År 2010 hade countyt 1 406 invånare. Den administrativa huvudorten (county seat) är Mayersville. 

## Geografi
Enligt United States Census Bureau har countyt en total area på 1 142 km². 1 069 km² av den arean är land och 73 km² är vatten. 

### Angränsande countyn
- Washington County - nord
- Sharkey County - nordost
- Yazoo County - öst
- Warren County - syd
- East Carroll Parish, Louisiana - väst

### Städer och samhällen
- Towns
  - Mayersville